# Pont de l'Amitié Afghanistan-Ouzbékistan
Le pont de l'Amitié Afghanistan-Ouzbékistan est un pont sur la frontière entre l'Afghanistan et l'Ouzbékistan. Franchissant l'Amou-Daria, il relie la ville de Hairatan dans la province de Balkh en Afghanistan et la ville de Termez dans la province de Sourkhan-Daria en Ouzbékistan.

## Historique
Le pont est construit par l'Union soviétique pendant la guerre d'Afghanistan (1979-1989). Il est aussi utilisé lors du retrait soviétique d'Afghanistan. Le 15 février 1989, les dernières troupes soviétiques traversent le pont de l'Amitié.
Le pont est fermé en mai 1996, lorsque les forces talibanes prennent le contrôle de la ville de Mazâr-e Charîf, forçant leurs ennemis vivant dans le nord de l'Afghanistan à se retirer en Ouzbékistan.
Après quatre années de fermeture pour des raisons de sécurité, le 9 décembre 2001, le pont est rouvert sur la demande du secrétaire d'État des États-Unis Colin Powell. Le premier train-convoi à traverser le pont achemine 100 tonnes de farine et de blé en Afghanistan. Cinq véhicules des Nations unies traversent le pont. Quelques jours plus tard, l'Union européenne se félicite de la réouverture du pont qu'elle attribue à la volonté du gouvernement ouzbek.
Les travaux ont commencé en janvier 2010 pour prolonger le chemin de fer vers Mazâr-e Charîf.

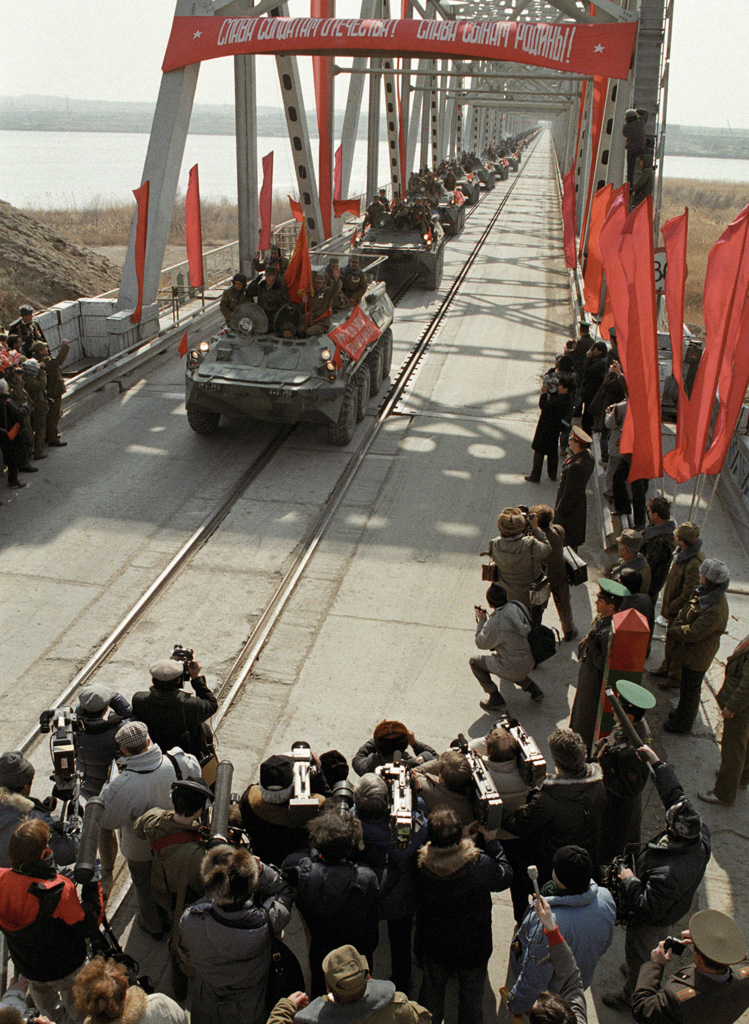
Troupes sur le pont de l'Amitié Afghanistan-Ouzbékistan lors du retrait soviétique d'Afghanistan.

## Caractéristiques
Ce pont est le seul point de passage de la frontière entre l'Ouzbékistan et l'Afghanistan. En effet, le pont le plus proche de celui-ci et traversant l'Amou-Daria se trouve à Kelif, à environ 120 kilomètres à l'ouest. Ce dernier est situé à la frontière entre le Turkménistan et l'Afghanistan.
L'Amou-Daria est un large fleuve boueux. Tous les ans, il grignote 500 mètres au territoire afghan. Il mesurait 1 kilomètre de large dans les années 1960, et cinquante ans plus tard, l'espace entre certaines rives a atteint 10 kilomètres. Les rives ouzbèques sont protégées par des renforcements en béton depuis les années 1990, mais les rives afghanes ne le sont pas. Les Afghans accusent les Ouzbeks de déplacer le sable du fleuve pour dévier les courants vers la rive afghane, une information non officielle. Des barbelés couvrent les 210 kilomètres de frontière entre les deux pays côté ouzbek, faisant du pont la seule ouverture physique entre les deux pays.

### Pages liées
- Liste de ponts d'Afghanistan
- Liste de ponts d'Ouzbékistan